# Holmtorp

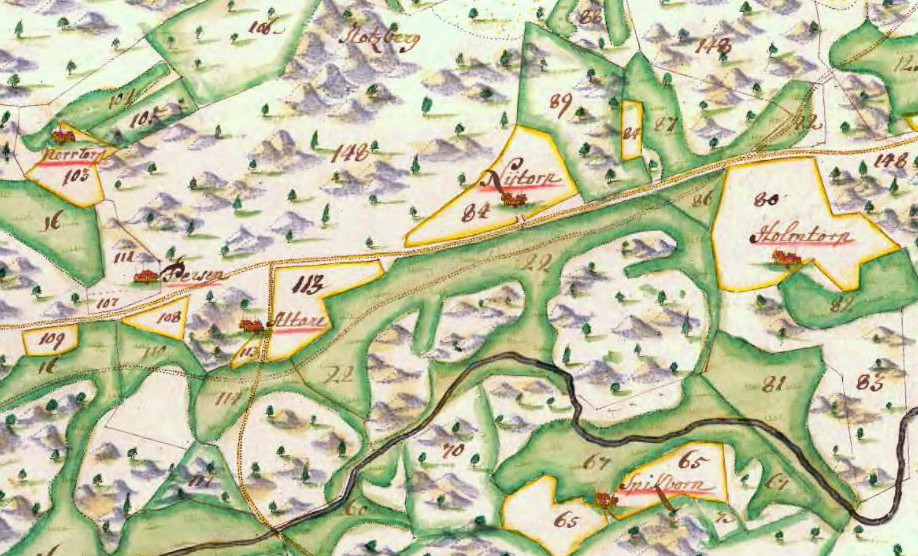
General Carta öfwer Vårby säteri 1703 med Holmtorp till höger.

Holmtorp var ett torp under Våby säteri i nuvarande kommundelen Segeltorp i Huddinge kommun. Torpet revs 1859. Torpstugan var belägen vid nuvarande Kapellvägen 1, mittemot Segeltorpsskolan.
Holmtorp var ett av många torp under godset Värby gård och återfinns i mantalslängderna från 1740 och i husförhörslängderna  från och med 1751. I jordeboken 1749 står det som frälse under Vårby säteri.
Den första torparfamiljen var Jonas Olsson, född 1710, hans hustru Kjärstin Eriksdotter, född 1710, och deras barn Brita och Olof, födda 1730 respektive 1734.
Under 1760-talet ändras beteckningen i husförhörslängderna till ”Holmtorp eller Cronan”. Namnet Holmtorp återupptas igen när det blir torp 1823. Den siste brukaren var Anders Lindblom, född 1802, och hans hustru Christina Catharina Andersdotter, född 1804. De har två hemmavarande söner och två drängar.